# Raad van State (historisch)

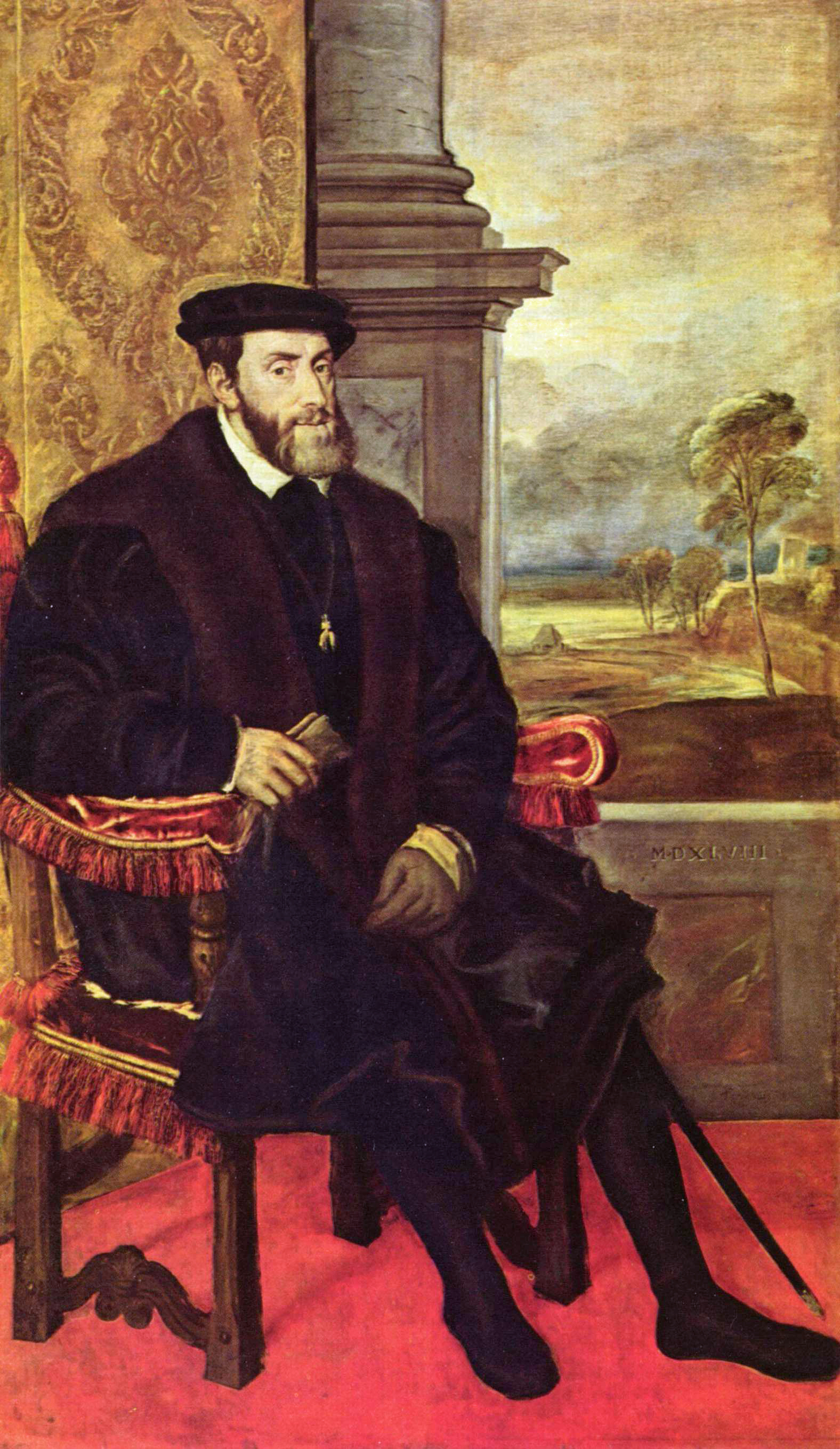
Keizer Karel V, oprichter van de Raad van State in Spanje en in de Nederlanden

 De Raad van State was sinds de 16e eeuw in meerdere landen de voornaamste adviesraad van de vorst. In de Nederlanden werd de Raad van State in 1531 ingesteld en de opvolgers van deze Raad bestaan nog steeds in Nederland, België en Luxemburg. Vergelijkbare Raden van State waren en zijn er sinds 1523 in Spanje (Consejo de Estado), sinds 1557 in Frankrijk (Conseil d'Etat), in Portugal (Conselho de Estado) en sinds 1831 in Italië (Consiglio di Stato).

## Spanje
In Spanje werd, als onderdeel van de reorganisatie van de centrale regering, in 1523 door Karel V een Raad van State (Consejo de Estado) opgericht. Naar de voorstelling van zijn grootkanselier Mercurino di Gattinara zou deze Raad moeten gaan fungeren als hoogste adviesraad voor al Karels rijken. Daar kwam echter niets van terecht en in de praktijk werd het een adviesraad voor de hoogste algemene staatszaken en het internationale beleid van Spanje.
De Spaanse Raad van State had de nodige invloed onder Karel V en Filips II en tijdens het regentschap van Maria Anna van Oostenrijk (1665-1675). Door de hervormingen van koning Filips V (1700-1746) werd de functie van de Raad uitgehold, hoewel Manuel de Godoy hem in 1792 weer wilde doen herleven. De Raad van State werd afgeschaft in 1834.
De huidige Spaanse Raad van State werd in 1980 opgericht op grond van artikel 107 van de grondwet van 1978. Deze Raad is het hoogste adviesorgaan van de regering.

## Nederlanden

### Habsburgse Nederlanden
Voor het bestuur van de Habsburgse Nederlanden richtte keizer Karel V op 1 oktober 1531 de Collaterale Raden op, bestaande uit de Raad van State, de Geheime Raad en de Raad van Financiën. Bij afwezigheid van de landsheer stond de landvoogdes aan het hoofd van deze regeringsraden.
De Raad van State bestond uit 12 hoge edelen, geheel in lijn met de traditie waarin sinds de middeleeuwen een vorst bij belangrijke zaken, zoals over oorlog en vrede, besliste na overleg met zijn voornaamste leenmannen.
Uit de ordonnantie van 1531 bleek dat leden van de Raad naast de vorst, ridders van de Orde van het Gulden Vlies, en in speciale omstandigheden leden van de Grote Raad, Geheime Raad, Raad van Financiën, of andere raadsheren toegang hadden tot de vergaderingen van de Raad van State.
De Raad moest adviseren over "Les grandz et principaulx affaires et ceux qui concernent l'état conduycte et gouvernement des pais, sécurité et deffense desdits pays de pardeça" - "de belangrijkste zaken en al wat de stand van zaken, de regering, de veiligheid en de verdediging van de lage landen betrof". Belangrijk was ook dat de Raad het gezag van de landsheer moest waarnemen als er geen landvoogd was en dat is in de geschiedenis enkele keren voorgekomen.
De leden van de Raad van State werden benoemd door de landsheer en het lidmaatschap gold zolang de vorst leefde of zolang het hem behaagde. Bij het aantreden van een nieuwe vorst werd het lidmaatschap opnieuw bezien. Direct na de oprichting werden 10 hoge edelen en 2 geestelijken in de Raad benoemd. Later daalde dit aantal en werden ook wel juristen van burgerlijke afkomst tot raadsheer benoemd.
Onder Filips II werd de Raad van State steeds minder vaak bijeengeroepen. Landvoogdes Margaretha van Parma vroeg slechts advies aan drie leden van de raad, de zogeheten consulta. Hoge edelen zoals prins Willem van Oranje en de graaf van Egmond weigerden daarom na enige tijd nog langer op de vergaderingen van de Raad te komen en namen in 1567 ontslag. Toen in datzelfde jaar de hertog van Alva landvoogd werd verloor de Raad van State elke invloed.

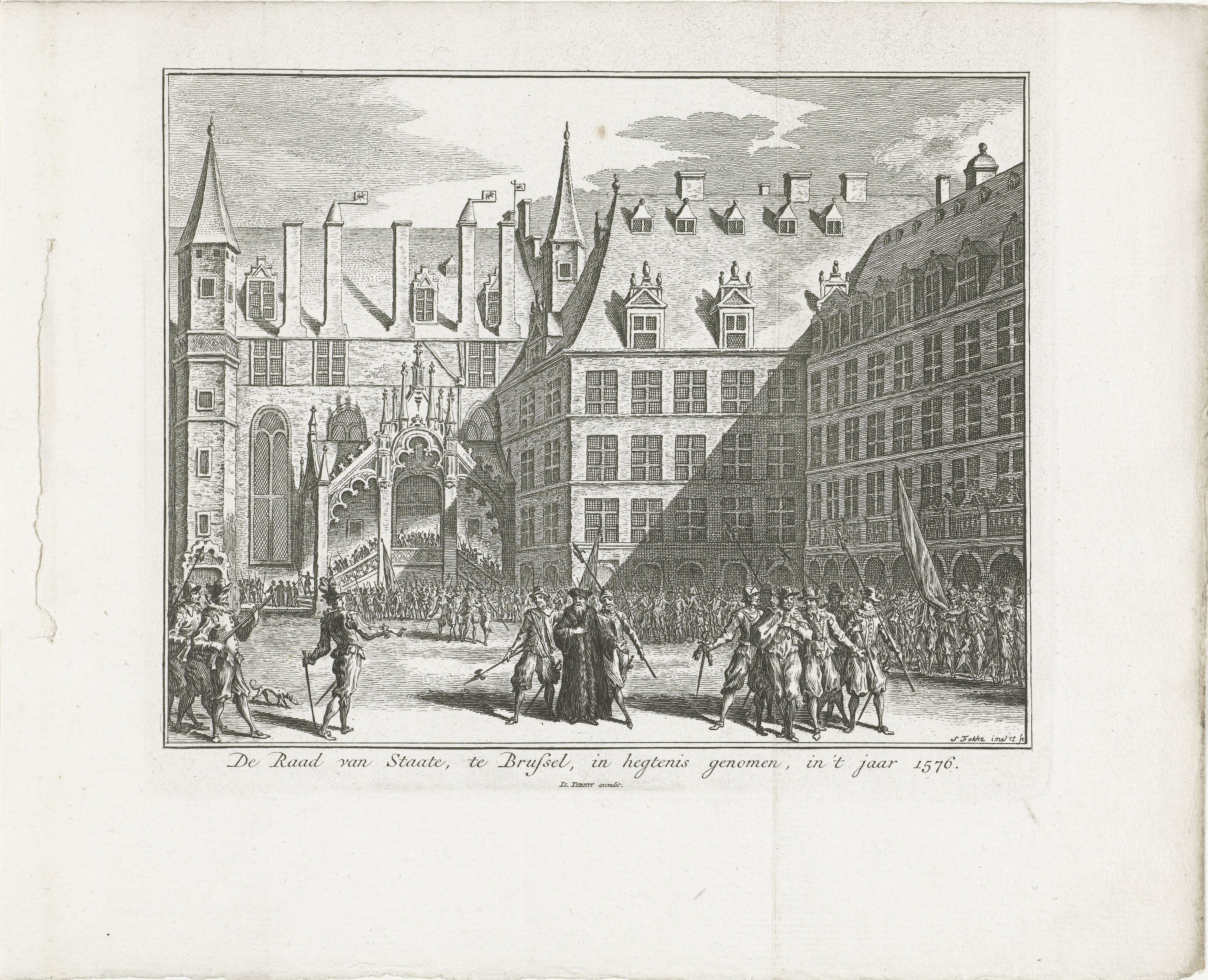
De Raad van Staate, te Brussel, in hegtenis genomen, in 't jaar 1576 (Simon Fokke)

Na de dood van de landvoogd Requesens op 4 maart 1576 vertegenwoordigde de Raad van State korte tijd het hoogste gezag. Op 4 september 1576 werden de leden van de Raad van State in Brussel in hechtenis genomen. Toen de nieuwe landvoogd Don Juan van Oostenrijk in juli 1577 naar Namen vertrok volgde een gedeelte van de raadsheren hem. De rest bleef in Brussel en werkte samen met de (opstandige) Staten-Generaal, maar werd op 1 februari 1578 door Filips II van hun functie ontheven.
De Staten-Generaal eisten in september 1577 dat zij voortaan over de bijeenroeping en samenstelling van de Raad van State zouden beslissen, maar Don Juan weigerde hiermee akkoord te gaan. De nieuwe landvoogd, aartshertog Matthias van Oostenrijk kreeg een nieuwe Raad van State naast zich, die op 26 januari 1578 geïnstalleerd werd.
Voorzitters van de Raad van State waren in deze periode:
- 1531-1540: Jan II Carondelet
- 1540-1548: Lodewijk van Schore
- 1549-1554: Jean de Saint-Mauris
- 1554-1577: Viglius van Aytta

### Republiek der Verenigde Provinciën
Na de afzwering van Filips II in 1581 vormden de Noordelijke Nederlanden al spoedig de Republiek der Verenigde Provinciën. Hun gezamenlijke belangen zouden worden gediend door de stadhouder, die door de Provinciale Staten werd aangewezen. De stadhouder werd bijgestaan door de Raad van State en door de raadpensionaris van Holland.
De Raad van State bestond vanaf 1588 uit 12 leden, inclusief de stadhouders van de gewesten. Tot 1593 waren er bovendien twee Engelse leden, tot 1625 nog één, namelijk de Engelse gezant. Daarnaast was de stadhouder formeel lid van de Raad. In 1573 werd Paulus Buys gekozen als hoofd van de Raad van State.
De Raad was in de Republiek een soort bestuurscollege, zoals nog eens werd bevestigd door een instructie van 1651. De feitelijke macht van de Raad was niet groot, maar hij kon besluiten nemen zonder ruggespraak: de leden van de Staten-Generaal waren alleen de stem van hun gewest en konden niet zelfstandig beslissen. Omdat de verschillende jurisdicties niet expliciet waren vastgelegd, zijn er steeds conflicten geweest tussen de Raad en de Staten. In de praktijk diende de Raad van State als uitvoerend orgaan op terrein van onder andere het leger en bestuur van de Generaliteitslanden.
De Raad van State hield op te bestaan in 1795 en werd vervangen door het Comité tot de Algemene Zaken van het Bondgenootschap te Lande. In 1805 werd de Raad van State heropgericht als adviesorgaan, maar bij de inlijving van Nederland bij Frankrijk in 1810 verdween hij weer. De Franse regering kende wel een eigen Conseil d'Etat.

### Koninkrijk der Nederlanden
De Grondwet van 1814 herstelde de Raad van State in ere en bepaalde dat de koning alle 'daden van Souvereine waardigheid', zou plegen na advies van de Raad. Dit betekende dat in elk geval alle wetsontwerpen en alle belangrijke koninklijke besluiten de Raad moesten passeren. De Raad van State wordt sindsdien door de koning zelf voorgezeten. De erfprins is lid van de Raad vanaf zijn achttiende. De koning benoemde de leden, zo veel mogelijk uit alle provincies.

### Spaanse en Oostenrijkse Nederlanden
Na de afscheiding van de Noordelijke Nederlanden in 1581 bleven in de Spaanse en Oostenrijkse Nederlanden de door Karel V ingestelde Collaterale Raden, waaronder de Raad van State, in dezelfde vorm bestaan. Het Anjouaans bewind schafte deze instellingen af in het kader van een centralisering, maar het Anglo-Bataafs condominium herstelde ze. Wel werden de bevoegdheden van de Raad langzaam maar zeker uitgehold en was het ambt van staatsraad in het midden van de 18e eeuw nog slechts een erefunctie. Ook hier verdween de Raad van State bij de annexatie door de Eerste Franse Republiek in 1795.

### Koninkrijk België
Het huidige België was van 1815 tot 1831 onderdeel van het Verenigd Koninkrijk der Nederlanden, waarin de bovengenoemde Raad van State functioneerde. Na de onafhankelijkheid in 1831 wilde men in België aanvankelijk geen eigen Raad van State oprichten, aangezien zo'n college te veel aan de vroegere overheersers deed denken.
Pas in 1911 werd een Wetgevende Raad opgericht, die de voorloper van de huidige afdeling Wetgeving zou zijn. Op 23 december 1946 werd uiteindelijk de huidige Belgische Raad van State ingesteld, die bevoegd is voor geheel België en net als de Nederlandse Raad van State zowel een afdeling wetgeving als een afdeling bestuursrechtspraak kent.

## Frankrijk
De Franse Raad van State (Conseil d'Etat) werd ingesteld in 1557 als grootste van de koninklijke raden. De Raad bestond uit de kanselier, de hoge adel, de ministers, de staatssecretarissen, de controleur-generaal, 30 staatsraden, 80 rekestmeesters en de intendanten van Frankrijk. Het rechtsprekende deel van de raad heette de Conseil d'État privé of Conseil des parties.
De huidige Raad van State werd op 13 december 1799 ingesteld door de eerste consul en latere keizer Napoleon Bonaparte, die tevens de voorzitter was. Daarmee fungeerde deze Raad in diverse opzichten als een kabinet, hoewel het formeel bedoeld was als orgaan om recht te spreken bij rechtszaken tegen de staat en om te adviseren bij belangrijke wetgeving.
Na de Restauratie in 1814 bleef de Raad van State een orgaan voor bestuursrechtspraak, maar zonder zijn vroegere voorrang. De bevoegdheden van de Raad werden in 1872 nader bepaald en tegenwoordig kent ook de Franse Raad van State zowel een afdeling wetgeving als een afdeling bestuursrechtspraak. Voorzitter is formeel de Franse minister-president, maar de praktische leiding is in handen van de vicepresident van de Raad, die daarmee volgens het protocol de hoogste ambtenaar van Frankrijk is.